# سیارک ۱۶۵۵۵
سیارک ۱۶۵۵۵ (به انگلیسی: 16555 Nagaomasami، نامگذاری:1991US3) شانزده هزار و پانصد و پنجاه و پنجمین سیارک کشف شده‌است که در ۳۱ اکتبر ۱۹۹۱ کشف شد.
قدر مطلق سیارک برابر ۲۸.۲ است.